# Atol Lae
Lae (en marshallès: Lae) és un atol de l'oceà Pacífic i forma un districte legislatiu de la cadena de Ralik de les Illes Marshall. Comprèn 17 illes i illots, té una superfície terrestre de tan sols 1,5 km² i envolta una llacuna amb una superfície de 17,7 km². Es troba uns 47 quilòmetres a l'est de l'atol Ujae. La seva població era de 347 habitants el 2011.

## Història
L'atol va ser reclamat per l'Imperi Alemany, juntament amb la resta de les Illes Marshall, el 1884. Després de la Primera Guerra Mundial va quedar sota el domini de l'Imperi Japonès. Després de la Segona Guerra Mundial va quedar sota el control dels Estats Units. Forma part de les Illes Marshall des de la seva independència, el 1986.